# Гілларі Скотт (порноакторка)
Гі́лларі Скотт (англ. Hillary Scott; нар. 3 лютого 1983 року, Непервілл, Іллінойс, США) — американська порноакторка.

## Кар'єра
Після закінчення школи Гілларі два з половиною роки працювала в іпотечному банку.
Свого часу захоплювалась пірсингом, але пізніше видалила з тіла більшу його частину. В одному з інтерв'ю 2005 року Скотт сказала, що має соціофобією.
Наприкінці серпня 2004 року вона приїхала в Лос-Анджелес, де потрапила на зйомки у порнофільмах. Дебютувала в другому епізоді фільму Double Play разом з Марком Ешлі. Після численних гонзо-фільмів зі сценами анального сексу засвітилася в великобюджетному фільмі Darkside разом з Дженніфер Кетчем. За цю роль вона отримала нагороди в категорії «Best Oral Sex Scene — Film» та «Best Group Sex Scene — Film» на AVN Awards 2006. 20 квітня того ж року отримала нагороди XRCO Awards у номінаціях «Best New Starlet» і «Orgasmic Oralist».
15 травня 2006 року Скотт взяла участь в ефірі Sirius Satellite Radio, де висвітлила роботу порностудії зсередини.
2007 року знялась у фільмі Corruption, за що отримала сім нагород AVN Awards, в тому числі й в номінації «Best Actress in a Video» за роль Міс Скотт. У цьому фільмі вона взяла участь в семи сексуальних сценах і виконала тривале подвійне проникнення зі Стівом Голмсом і Дженнером.
Також Скотт замінила Джесіку Світ в ролі Брітні Рірс у фільмі Britney Rears 3: Britney Gets Shafted.
23 квітня 2007 року Скотт в ефірі Howard Stern radio заявила, що підписала те, що вона назвала «найбільшим порноконтрактом в історії» на суму $ 1 млн за 4 роки з SexZ Pictures. Проте Скотт і SexZ Pictures розлучилися після понад двох років, і тепер Скотт представляє LA Direct Models.
Скотт з'явилася в епізоді Шоу Джеррі Спрінгера під назвою «A Porn Star Broke Us Up», яке вийшло 1 лютого 2010.
За даними на 2012 рік Гілларі Скотт знялася в 525 порнофільмах і зрежисирувала 7 порнострічок.

## Нагороди
- 2005 CAVR Award — Starlet of the Year
- 2006 AVN Award — Best Oral Sex Scene (Film) — Dark Side (з Алісією Альятті та Ренді Спірс)[12]
- 2006 AVN Award — Best Group Sex Scene (Film) — Dark Side (з Алісією Альятті, Пенні Флейм, Ділан Лорен, Ренді Спріс і Джоном Вестом)[12]
- 2006 XRCO Award — Best New Starlet
- 2006 XRCO Award — Orgasmic Oralist
- 2006 CAVR Award — Star of the Year
- 2007 AVN Award — Female Performer of the Year[13]
- 2007 AVN Award — Best Actress (Video) — Corruption[13]
- 2007 XRCO Award — Orgasmic Analist[14]
- 2007 XRCO Award — Orgasmic Oralist[14]
- 2007 XRCO Award — Superslut[14]
- 2007 XRCO Award — Best Actress — Corruption[14]
- 2008 AVN Award — Best Supporting Actress (Video) — Upload[15]
- 2008 F.A.M.E. Awards — Dirtiest Girl in Porn[16]
- 2008 XRCO Award — Orgasmic Analist[17]
- 2009 AVN Award — Best Group Sex Scene — Icon[18]